# Initiative Schwarze Menschen in Deutschland
Initiative Schwarze Menschen in Deutschland ("Initiative des personnes noires en Allemagne", en abrégé ISD ou ISD-Bund e. V.) est un groupe d'intérêt des populations noires en Allemagne. Son siège est situé à Berlin. L'association, qui compte plus de 200 membres actifs, a pour but de représenter les intérêts des Noirs en Allemagne, de montrer et combattre le racisme, la discrimination et l'exploitation et de défendre la justice dans la société migratoire. L'ISD se considère comme faisant partie d'une «communauté noire » parmi d'autres ONG, initiatives, associations et projets.
Cette organisation a pour but de défendre les droits des personnes noires et plus généralement les droits humains.

## Les actions de l'ISD
L'ISD mène différents types d'actions pour lutter contre les discriminations de toute forme :
- Tear This Down est un projet commun de l'ISD et du collectif Peng !. Il a pour but de tracer une carte qui répertorie les traces coloniales dans l'espace public de toute l'Allemagne.
- Empower Activism est un projet qui soutient l'activisme noir et les projets communautaires en Allemagne.
- Engagement de l'association dans le cadre de la Décennie des Nations unies pour les personnes d'ascendance africaine.
- La campagne berlinoise Ban Racial Profiling : abolir les lieux dangereux qui exige que le gouvernement interdisse le profilage racial par la loi. Dans ce cadre, ISD a participé à une manifestation en juillet 2020 à Stuttgart pour exiger l'arrêt des contrôles au facies des jeunes d'origine étrangère par la police[2].

## Historique
L'ISD a été créée au même moment que le mouvement berlinois ADEFRA e. V. – Schwarze Frauen in Deutschland. L'émergence de ces mouvements est liée aux recherches approfondies effectuées pour la rédaction du livre Farbe bekennen (de) de Katharina Oguntoye, May Ayim et Dagmar Schultz, dans lequel «des femmes noires de différentes générations documentaient leur passé et leur présent dans la société allemande»,.
L'association fédère des groupes locaux actifs dans plusieurs villes allemandes. Elle a publié l'anthologie Spiegelblicke - Perspektiven Black Movement in Germany chez Orlanda Verlag à l'occasion de son trentième anniversaire en 2015. Elle a également initié l'exposition Homestory Deutschland avec le soutien de la Bundeszentrale für politische Bildung (Agence fédérale pour l'éducation civique).
Le livre de Sandra Folie qui s'intitule Afro-deutsche Frauen in Bewegung : Von May Ayim bis Black Lives Matter a aussi indirectement donné de la visibilité à l'association. Dans ce livre, Sandra Folie essaye de reconstruire de manière quasi chronologique l'histoire du mouvement noir en Allemagne et y mentionne en particulier le militantisme de May Ayim ainsi que la naissance de ISD.

## Membres connus
- May Ayim, poète (membre fondateur)
- Austen Peter Brandt, pasteur protestant (membre du personnel)
- Tahir Della, Conseiller pour la lutte contre le racisme et la décolonisation (anciennement Membre du bureau exécutif fédéral)[9]
- Hadija Haruna-Oelker, auteure et journaliste (ancienne membre du conseil fédéral)
- John A. Kantara, directeur et professeur (cofondateur)
- Theodor Wonja Michael, acteur, journaliste, fonctionnaire du Service fédéral de renseignement et témoin contemporain du national-socialisme
- Sharon Dodua Otoo, auteur (ancien membre du bureau exécutif fédéral)
- Katharina Oguntoye, auteur (membre fondateur)
- Victoria B. Robinson, journaliste
- Simone Dede Ayivi, auteur et metteur en scène
- Tupoka Ogette, auteur et formatrice antiraciste
- Awet Tesfaiesus, avocate et membre du Bundestag pour Alliance 90 / Les Verts

## Publications
- Spiegelblicke - Mouvement noir Perspektiven en Allemagne  (ISBN 978-3-944666-23-5)
- Homestory Germany - catalogue d'exposition  (ISBN 978-3-942885-66-9)
- Homestory Germany - jeune lecteur pour l'exposition